# Couze-et-Saint-Front
 Couze-et-Saint-Front  (en occitano Cosa e Sent Front) es una población y comuna francesa, situada en la región de Aquitania, departamento de Dordoña, en el distrito de Bergerac y cantón de Lalinde.

## Demografía
| 885 | 876 | 921 | 831 | 781 | 759 |
| Para los censos de 1962 a 1999 la población legal corresponde a la población sin duplicidades (Fuente: INSEE [Consultar]) |     |     |     |     |     |